# Ceropegia rupicola
Ceropegia rupicola är en oleanderväxtart som beskrevs av Defl.. Ceropegia rupicola ingår i släktet Ceropegia och familjen oleanderväxter. Utöver nominatformen finns också underarten C. r. stictantha.